# Radio (filme)
Radio (bra: Meu Nome É Radio; prt: Rádio) é um filme de drama norte-americano lançado em 2003, dirigido por Michael Tollin, baseado na história de James "Radio" Kennedy.
Filme inspirado em fatos reais ocorrido em 1976 na cidade de Anderson, Carolina do Sul, sobre o treinador de futebol americano do Instituto T.L. Hanna, Harold Jones (Ed Harris), e um jovem com deficiência intelectual, James "Radio" Kennedy, interpretado por Cuba Gooding Jr. Também protagoniza o filme Debra Winger e Alfre Woodard, que foi inspirado no artigo "Someone to Lean On", de Gary Smith, publicado em 16 de dezembro de 1996 na revista Sports Illustrated, sobre James R. Kennedy e Harold Jones.

## Sinopse
O filme retrata um treinador de futebol americano de uma escola localizada na Carolina do Sul, que desenvolve seu convívio com um menino chamado Radio, descrito pela mãe como "igual aos outros, mas mais lento". Esse convívio é apresentado como uma lição para a população.

## Elenco
- Cuba Gooding, Jr. (James "Radio" Kennedy)
- Ed Harris (Treinador Jones)
- S. Epatha Merkerson (Mama Kennedy)
- Alfre Woodard (Diretora Daniels)
- Debra Winger (Linda)
- Riley Smith (Johnny)
- Sarah Drew (Mary Helen Jones)
- Chris Mulkey (Frank)
- Patrick Breen (Tucker)
- Brent Sexton (Honeycutt)

## Recepção
No site agregador de críticas Rotten Tomatoes, 35% das 122 resenhas dos críticos são positivas, com uma classificação média de 5/10. O consenso do site diz: "A história é pesada em uma elevação xaroposa e transforma Radio em um santo/animal de estimação fofinho." O Metacritic, que usa uma média ponderada, atribuiu ao filme uma pontuação de 38 em 100, baseado em 32 críticos, indicando críticas "geralmente desfavoráveis". O filme arrecadou US$ 53,3 milhões com orçamento de US$ 35 milhões.